# Ázsia Expressz (első évad)
Az Ázsia Expressz első évada, a TV2 utazós reality, valóságshow műsora, ami 2017. november 7-én indult. Műsorvezetője Ördög Nóra.
Az évad győztese Ambrus Attila és Berki Krisztián voltak.

## Összesített eredmény
| – A páros továbbjutott              |
| – A védett páros                    |
| – A páros részt vesz a hajszán      |
| – A páros kiesett                   |
| – A páros részt vesz az elődöntőben |
| – A páros részt vesz a döntőben     |
| – A győztes páros                   |
| – A 2. helyezett páros              |
| – A 3. helyezett páros              |

| Helyezés | Páros                                 | 1. hét (november 7–11.) | 2. hét (november 14–18.) | 3. hét (november 21–25.) | 4. hét (november 28. –december 2.) | 5. hét (december 5–9.) | 6. hét (december 12–16.) | 6. hét (december 12–16.) | Státusz                                          |
| -------- | ------------------------------------- | ----------------------- | ------------------------ | ------------------------ | ---------------------------------- | ---------------------- | ------------------------ | ------------------------ | ------------------------------------------------ |
| 1.       | Ambrus Attila és Berki Krisztián      | Továbbjutott            | Hajsza                   | Védett                   | Védett                             | Védett                 | Elődöntő                 | Döntő                    | Győztes                                          |
| 2.       | Kulcsár Edina és Szabó András "Csuti" | Továbbjutott            | Továbbjutott             | Továbbjutott             | Hajsza                             | Hajsza                 | Elődöntő                 | Döntő                    | 2. helyezett                                     |
| 3.       | Megyeri Csilla és Molnár Zsolt        | Védett                  | Védett                   | Hajsza                   | Hajsza                             | Hajsza                 | Elődöntő                 |                          | Kiesett a 4. héten - Visszajutott - 3. helyezett |
| 4.       | Cseke Katinka és Pallavicini Zita     | Hajsza                  | Továbbjutott             | Hajsza                   | Hajsza                             | Hajsza                 |                          |                          | Kiesett az 5. héten                              |
| 5.       | Fésűs Nelly és Muri Enikő             | Továbbjutott            | Hajsza                   | Hajsza                   |                                    |                        |                          |                          | Kiesett a 3. héten                               |
| 6.       | Gaál Noémi és Németh Lajos            | Hajsza                  | Hajsza                   |                          |                                    |                        |                          |                          | Kiesett a 2. héten                               |
| 7.       | Kárpáti Rebeka és R. Kárpáti Péter    | Hajsza                  |                          |                          |                                    |                        |                          |                          | Kiesett az 1. héten                              |

A harmadik héten Fésűs Nelly és Muri Enikő esett ki a versenyből. Felajánlották nekik, hogy rejtett párosként folytathatják a versenyt, ők azonban nem éltek a lehetőséggel.
A negyedik héten Megyeri Csilla és Molnár Zsolt esett ki a versenyből. Szintén felajánlották nekik, hogy rejtett párosként folytathatják a versenyt, amit ők elfogadtak. Két nap múlva, a feladatuk elvégzése után visszatérhettek rendes játékosként a versenybe.

## Utazás
| Útvonal                                | Országok                            |
| -------------------------------------- | ----------------------------------- |
| Hải Dương, Vietnám – Bangkok, Thaiföld | Vietnám, Laosz, Kambodzsa, Thaiföld |

| Adás | Ország    | Útvonal                                                                      | Kieső páros                           |
| ---- | --------- | ---------------------------------------------------------------------------- | ------------------------------------- |
| 1.   | Vietnám   | Hải Dương -108 km- Ha Long-öböl                                              | -                                     |
| 2.   | Vietnám   | Ha Long-öböl -62 km- Chua Hang Luong templom -21 km- Hai Phong               | -                                     |
| 3.   | Vietnám   | Hai Phong -144 km- Tam Coc                                                   | -                                     |
| 4.   | Vietnám   | Tam Coc -85 km- Dinh Loung Xa -48 km- Hanoi                                  | -                                     |
| 5.   | Vietnám   | Hanoi                                                                        | Kárpáti Rebeka és R. Kárpáti Péter    |
| 6.   | Vietnám   | Lào Cai -101 km- Bản Phố                                                     | -                                     |
| 7.   | Vietnám   | Bản Phố -109 km- Tạ Văn                                                      | -                                     |
| 8.   | Vietnám   | Tạ Văn -11 km- Sa Pa -274 km- Nà Phát                                        | -                                     |
| 9.   | Vietnám   | Nà Phát -48 km- Điện Biên Phủ                                                | -                                     |
| 10.  | Vietnám   | Điện Biên Phủ -19 km- Mường Phăng -- Nà Tấu -- Điện Biên Phủ                 | Gaál Noémi és Németh Lajos            |
| 11.  | Laosz     | Sang Ha -12,5 km- Ban Phao -11 km- Luangprabang                              | -                                     |
| 12.  | Laosz     | Luangprabang -26 km- Ban Kok Gniew -78 km- Phou Khoun                        | -                                     |
| 13.  | Laosz     | Phou Khoun -99 km- Vang Vieng                                                | -                                     |
| 14.  | Laosz     | Vang Vieng -157 km- Vientián                                                 | -                                     |
| 15.  | Laosz     | Vientián                                                                     | Fésűs Nelly és Muri Enikő             |
| 16.  | Laosz     | Vientián -138 km- Ban Nam Lo -60 km- Pakkading                               | -                                     |
| 17.  | Laosz     | Pakkading -13 km- Phonsy -136 km- Thakhek                                    | -                                     |
| 18.  | Laosz     | Thakhek -128 km- Savannakhet                                                 | -                                     |
| 19.  | Laosz     | Savannakhet -173 km- Naphong -71 km- Pakxé                                   | -                                     |
| 20.  | Laosz     | Pakxé -- Bang Doung Phua -- Pakxé                                            | Megyeri Csilla és Molnár Zsolt        |
| 21.  | Kambodzsa | Stung Treng -116 km- Sandan -35 km- Rusey Chroy                              | -                                     |
| 22.  | Kambodzsa | Pro Loung -70 km- Peam Kaoh Snar -50 km- Kampong Cham -4 km- Kaoh Pen Pagoda | -                                     |
| 23.  | Kambodzsa | Kampong Cham -225 km- Damdek -18 km- Kâmpóng Khleang                         | -                                     |
| 24.  | Kambodzsa | Kâmpóng Khleang -76 km- Sziemreap/Angkorvat                                  | -                                     |
| 25.  | Kambodzsa | Sziemreap/Angkorvat                                                          | Cseke Katinka és Pallavicini Zita     |
| 26.  | Thaiföld  | Surin -52 km- Buriram -80 km- Ban Taklang                                    | -                                     |
| 27.  | Thaiföld  | Ban Taklang -204 km- Non Thai                                                | -                                     |
| 28.  | Thaiföld  | Non Thai -38 km- Nakhon Ratcsaszima -203 km- Ajutthaja                       | -                                     |
| 29.  | Thaiföld  | Ajutthaja -63 km- Suphan Buri -113 km- Bangkok                               | Megyeri Csilla és Molnár Zsolt        |
| 30.  | Thaiföld  | Bangkok                                                                      | Kulcsár Edina és Szabó András "Csuti" |

## Események
| – A páros részt vesz az amulettjátékban, a jutalompáros, előnyszerzés, védettség |
| – A páros részt vesz a hajszán                                                   |
| – A páros továbbjutott                                                           |
| – A páros kiesett                                                                |
| – A páros részt vesz a döntőben                                                  |
| – A 3. helyezett páros                                                           |
| – A 2. helyezett páros                                                           |
| – A győztes páros                                                                |

| Adás | Párosok                          | Párosok                           | Párosok                               | Párosok                               | Párosok                               | Párosok                               | Párosok                        | Hajsza                                | Hajsza                         | Hajsza                            | Védett páros                       | Esemény                    | Kieső páros                        |
| Adás | 1. páros                         | 2. páros                          | 3. páros                              | 4. páros                              | 5. páros                              | 6. páros                              | 7. páros                       | 1. páros                              | 2. páros                       | 3. páros                          | Védett páros                       | Esemény                    | Kieső páros                        |
| ---- | -------------------------------- | --------------------------------- | ------------------------------------- | ------------------------------------- | ------------------------------------- | ------------------------------------- | ------------------------------ | ------------------------------------- | ------------------------------ | --------------------------------- | ---------------------------------- | -------------------------- | ---------------------------------- |
| 1.   | Ambrus Attila és Berki Krisztián | Cseke Katinka és Pallavicini Zita | Fésűs Nelly és Muri Enikő             | Gaál Noémi és Németh Lajos            | Kárpáti Rebeka és R. Kárpáti Péter    | Kulcsár Edina és Szabó András "Csuti" | Megyeri Csilla és Molnár Zsolt |                                       |                                |                                   |                                    | Amulettjáték               |                                    |
| 2.   | Ambrus Attila és Berki Krisztián | Cseke Katinka és Pallavicini Zita | Fésűs Nelly és Muri Enikő             | Gaál Noémi és Németh Lajos            | Kárpáti Rebeka és R. Kárpáti Péter    | Kulcsár Edina és Szabó András "Csuti" | Megyeri Csilla és Molnár Zsolt | Jutalomjáték                          |                                |                                   |                                    |                            |                                    |
| 3.   | Ambrus Attila és Berki Krisztián | Cseke Katinka és Pallavicini Zita | Fésűs Nelly és Muri Enikő             | Gaál Noémi és Németh Lajos            | Kárpáti Rebeka és R. Kárpáti Péter    | Kulcsár Edina és Szabó András "Csuti" | Megyeri Csilla és Molnár Zsolt | Amulettjáték                          |                                |                                   |                                    |                            |                                    |
| 4.   | Ambrus Attila és Berki Krisztián | Cseke Katinka és Pallavicini Zita | Fésűs Nelly és Muri Enikő             | Gaál Noémi és Németh Lajos            | Kárpáti Rebeka és R. Kárpáti Péter    | Kulcsár Edina és Szabó András "Csuti" | Megyeri Csilla és Molnár Zsolt | Cseke Katinka és Pallavicini Zita     | Gaál Noémi és Németh Lajos     | Megyeri Csilla és Molnár Zsolt    | Védettség és Veszélyzóna           |                            |                                    |
| 5.   | Ambrus Attila és Berki Krisztián | Cseke Katinka és Pallavicini Zita | Fésűs Nelly és Muri Enikő             | Gaál Noémi és Németh Lajos            | Kárpáti Rebeka és R. Kárpáti Péter    | Kulcsár Edina és Szabó András "Csuti" | Megyeri Csilla és Molnár Zsolt | Cseke Katinka és Pallavicini Zita     | Gaál Noémi és Németh Lajos     | Megyeri Csilla és Molnár Zsolt    | Kárpáti Rebeka és R. Kárpáti Péter | Hajsza                     | Kárpáti Rebeka és R. Kárpáti Péter |
| 6.   | Ambrus Attila és Berki Krisztián | Cseke Katinka és Pallavicini Zita | Fésűs Nelly és Muri Enikő             | Gaál Noémi és Németh Lajos            |                                       | Kulcsár Edina és Szabó András "Csuti" | Megyeri Csilla és Molnár Zsolt |                                       |                                |                                   |                                    | Amulettjáték               |                                    |
| 7.   | Ambrus Attila és Berki Krisztián | Cseke Katinka és Pallavicini Zita | Fésűs Nelly és Muri Enikő             | Gaál Noémi és Németh Lajos            | Jutalomjáték                          | Kulcsár Edina és Szabó András "Csuti" | Megyeri Csilla és Molnár Zsolt |                                       |                                |                                   |                                    |                            |                                    |
| 8.   | Ambrus Attila és Berki Krisztián | Cseke Katinka és Pallavicini Zita | Fésűs Nelly és Muri Enikő             | Gaál Noémi és Németh Lajos            | Amulettjáték                          | Kulcsár Edina és Szabó András "Csuti" | Megyeri Csilla és Molnár Zsolt |                                       |                                |                                   |                                    |                            |                                    |
| 9.   | Ambrus Attila és Berki Krisztián | Cseke Katinka és Pallavicini Zita | Fésűs Nelly és Muri Enikő             | Gaál Noémi és Németh Lajos            | Gaál Noémi és Németh Lajos            | Kulcsár Edina és Szabó András "Csuti" | Megyeri Csilla és Molnár Zsolt | Ambrus Attila és Berki Krisztián      | Megyeri Csilla és Molnár Zsolt | Védettség és Veszélyzóna          |                                    |                            |                                    |
| 10.  | Ambrus Attila és Berki Krisztián | Cseke Katinka és Pallavicini Zita | Fésűs Nelly és Muri Enikő             | Gaál Noémi és Németh Lajos            | Gaál Noémi és Németh Lajos            | Kulcsár Edina és Szabó András "Csuti" | Megyeri Csilla és Molnár Zsolt | Ambrus Attila és Berki Krisztián      | Megyeri Csilla és Molnár Zsolt | Fésűs Nelly és Muri Enikő         | Hajsza                             | Gaál Noémi és Németh Lajos |                                    |
| 11.  | Ambrus Attila és Berki Krisztián | Cseke Katinka és Pallavicini Zita | Fésűs Nelly és Muri Enikő             |                                       |                                       | Kulcsár Edina és Szabó András "Csuti" | Megyeri Csilla és Molnár Zsolt |                                       |                                |                                   | Amulettjáték                       |                            |                                    |
| 12.  | Ambrus Attila és Berki Krisztián | Cseke Katinka és Pallavicini Zita | Fésűs Nelly és Muri Enikő             | Jutalomjáték                          |                                       | Kulcsár Edina és Szabó András "Csuti" | Megyeri Csilla és Molnár Zsolt |                                       |                                |                                   |                                    |                            |                                    |
| 13.  | Ambrus Attila és Berki Krisztián | Cseke Katinka és Pallavicini Zita | Fésűs Nelly és Muri Enikő             | Amulettjáték                          |                                       | Kulcsár Edina és Szabó András "Csuti" | Megyeri Csilla és Molnár Zsolt |                                       |                                |                                   |                                    |                            |                                    |
| 14.  | Ambrus Attila és Berki Krisztián | Cseke Katinka és Pallavicini Zita | Fésűs Nelly és Muri Enikő             | Fésűs Nelly és Muri Enikő             | Cseke Katinka és Pallavicini Zita     | Kulcsár Edina és Szabó András "Csuti" | Megyeri Csilla és Molnár Zsolt | Ambrus Attila és Berki Krisztián      | Védettség és Veszélyzóna       |                                   |                                    |                            |                                    |
| 15.  | Ambrus Attila és Berki Krisztián | Cseke Katinka és Pallavicini Zita | Fésűs Nelly és Muri Enikő             | Fésűs Nelly és Muri Enikő             | Cseke Katinka és Pallavicini Zita     | Kulcsár Edina és Szabó András "Csuti" | Megyeri Csilla és Molnár Zsolt | Ambrus Attila és Berki Krisztián      | Megyeri Csilla és Molnár Zsolt | Hajsza                            | Fésűs Nelly és Muri Enikő          |                            |                                    |
| 16.  | Ambrus Attila és Berki Krisztián | Cseke Katinka és Pallavicini Zita |                                       |                                       |                                       | Kulcsár Edina és Szabó András "Csuti" | Megyeri Csilla és Molnár Zsolt |                                       |                                | Amulettjáték                      |                                    |                            |                                    |
| 17.  | Ambrus Attila és Berki Krisztián | Cseke Katinka és Pallavicini Zita | Jutalomjáték                          |                                       |                                       | Kulcsár Edina és Szabó András "Csuti" | Megyeri Csilla és Molnár Zsolt |                                       |                                |                                   |                                    |                            |                                    |
| 18.  | Ambrus Attila és Berki Krisztián | Cseke Katinka és Pallavicini Zita | Amulettjáték                          |                                       |                                       | Kulcsár Edina és Szabó András "Csuti" | Megyeri Csilla és Molnár Zsolt |                                       |                                |                                   |                                    |                            |                                    |
| 19.  | Ambrus Attila és Berki Krisztián | Cseke Katinka és Pallavicini Zita | Megyeri Csilla és Molnár Zsolt        | Kulcsár Edina és Szabó András "Csuti" | Cseke Katinka és Pallavicini Zita     | Kulcsár Edina és Szabó András "Csuti" | Megyeri Csilla és Molnár Zsolt | Ambrus Attila és Berki Krisztián      | Védettség és Veszélyzóna       |                                   |                                    |                            |                                    |
| 20.  | Ambrus Attila és Berki Krisztián | Cseke Katinka és Pallavicini Zita | Megyeri Csilla és Molnár Zsolt        | Kulcsár Edina és Szabó András "Csuti" | Cseke Katinka és Pallavicini Zita     | Kulcsár Edina és Szabó András "Csuti" | Megyeri Csilla és Molnár Zsolt | Ambrus Attila és Berki Krisztián      | Hajsza                         | Megyeri Csilla és Molnár Zsolt    |                                    |                            |                                    |
| 21.  | Ambrus Attila és Berki Krisztián | Cseke Katinka és Pallavicini Zita |                                       |                                       |                                       | Kulcsár Edina és Szabó András "Csuti" | Megyeri Csilla és Molnár Zsolt |                                       | Amulettjáték                   |                                   |                                    |                            |                                    |
| 22.  | Ambrus Attila és Berki Krisztián | Cseke Katinka és Pallavicini Zita | Jutalomjáték                          |                                       |                                       | Kulcsár Edina és Szabó András "Csuti" | Megyeri Csilla és Molnár Zsolt |                                       |                                |                                   |                                    |                            |                                    |
| 23.  | Ambrus Attila és Berki Krisztián | Cseke Katinka és Pallavicini Zita | Amulettjáték                          |                                       |                                       | Kulcsár Edina és Szabó András "Csuti" | Megyeri Csilla és Molnár Zsolt |                                       |                                |                                   |                                    |                            |                                    |
| 24.  | Ambrus Attila és Berki Krisztián | Cseke Katinka és Pallavicini Zita | Megyeri Csilla és Molnár Zsolt        | Cseke Katinka és Pallavicini Zita     | Kulcsár Edina és Szabó András "Csuti" | Kulcsár Edina és Szabó András "Csuti" | Megyeri Csilla és Molnár Zsolt | Ambrus Attila és Berki Krisztián      | Védettség és Veszélyzóna       |                                   |                                    |                            |                                    |
| 25.  | Ambrus Attila és Berki Krisztián | Cseke Katinka és Pallavicini Zita | Megyeri Csilla és Molnár Zsolt        | Cseke Katinka és Pallavicini Zita     | Kulcsár Edina és Szabó András "Csuti" | Kulcsár Edina és Szabó András "Csuti" | Megyeri Csilla és Molnár Zsolt | Ambrus Attila és Berki Krisztián      | Hajsza                         | Cseke Katinka és Pallavicini Zita |                                    |                            |                                    |
| 26.  | Ambrus Attila és Berki Krisztián |                                   |                                       |                                       |                                       | Kulcsár Edina és Szabó András "Csuti" | Megyeri Csilla és Molnár Zsolt |                                       | Amulettjáték                   |                                   |                                    |                            |                                    |
| 27.  | Ambrus Attila és Berki Krisztián | Amulettjáték                      |                                       |                                       |                                       | Kulcsár Edina és Szabó András "Csuti" | Megyeri Csilla és Molnár Zsolt |                                       |                                |                                   |                                    |                            |                                    |
| 28.  | Ambrus Attila és Berki Krisztián | Előnyjáték                        |                                       |                                       |                                       | Kulcsár Edina és Szabó András "Csuti" | Megyeri Csilla és Molnár Zsolt |                                       |                                |                                   |                                    |                            |                                    |
| 29.  | Ambrus Attila és Berki Krisztián | Ambrus Attila és Berki Krisztián  | Kulcsár Edina és Szabó András "Csuti" | Megyeri Csilla és Molnár Zsolt        | Elődöntő                              | Kulcsár Edina és Szabó András "Csuti" | Megyeri Csilla és Molnár Zsolt | Megyeri Csilla és Molnár Zsolt        |                                |                                   |                                    |                            |                                    |
| 30.  | Ambrus Attila és Berki Krisztián |                                   | Ambrus Attila és Berki Krisztián      | Kulcsár Edina és Szabó András "Csuti" |                                       | Kulcsár Edina és Szabó András "Csuti" | Döntő                          | Kulcsár Edina és Szabó András "Csuti" |                                |                                   |                                    |                            |                                    |

### Vietnám

#### 1. adás
Amulettjáték
| Helyezés | Páros                                 |
| -------- | ------------------------------------- |
| 1.       | Megyeri Csilla és Molnár Zsolt        |
| 2.       | Ambrus Attila és Berki Krisztián      |
| 3.       | Kárpáti Rebeka és R. Kárpáti Péter    |
| 4.       | Kulcsár Edina és Szabó András "Csuti" |
| 5.       | Cseke Katinka és Pallavicini Zita     |
| 6.       | Gaál Noémi és Németh Lajos            |
| 7.       | Fésűs Nelly és Muri Enikő             |

Az első három beutó páros vehetett részt az első amulettjátékon, melyet Ambrus Attila és Berki Krisztián nyertek meg.

#### 2. adás
Jutalom
| Helyezés | Páros                                 |
| -------- | ------------------------------------- |
| 1.       | Cseke Katinka és Pallavicini Zita     |
| 2.       | Megyeri Csilla és Molnár Zsolt        |
| 3.       | Ambrus Attila és Berki Krisztián      |
| 4.       | Kulcsár Edina és Szabó András "Csuti" |
| 5.       | Kárpáti Rebeka és R. Kárpáti Péter    |
| 6.       | Fésűs Nelly és Muri Enikő             |
| 7.       | Gaál Noémi és Németh Lajos            |

Az első befutó páros jutalma a pihenés a következő napon, illetve az automatikus részvétel a következő amulettjátékon. A jutalompáros Cseke Katinka és Pallavicini Zita.

#### 3. adás
Amulettjáték
| Helyezés | Páros                                 |
| -------- | ------------------------------------- |
| 1.       | Megyeri Csilla és Molnár Zsolt        |
| 2.       | Kulcsár Edina és Szabó András "Csuti" |
| 3.       | Ambrus Attila és Berki Krisztián      |
| 4.       | Gaál Noémi és Németh Lajos            |
| 5.       | Kárpáti Rebeka és R. Kárpáti Péter    |
| 6.       | Fésűs Nelly és Muri Enikő             |

Az első befutó páros részt vehet a jutalompáros ellen az amulettjátékon. A második amulettjáték győztese Megyeri Csilla és Molnár Zsolt.

#### 4. adás
Védettség és veszélyzóna
| Helyezés | Páros                                 |
| -------- | ------------------------------------- |
| 1.       | Megyeri Csilla és Molnár Zsolt        |
| 2.       | Fésűs Nelly és Muri Enikő             |
| 3.       | Kulcsár Edina és Szabó András "Csuti" |
| 4.       | Kárpáti Rebeka és R. Kárpáti Péter    |
| 5.       | Ambrus Attila és Berki Krisztián      |
| 6.       | Cseke Katinka és Pallavicini Zita     |
| 7.       | Gaál Noémi és Németh Lajos            |

Az első befutó páros védettséget szerez, míg az utolsó kettő automatikusan részt vesz a hajszán. Megyeri Csilla és Molnár Zsolt megszerezték a heti védettséget, így biztosan ott lesznek a következő héten. Németh Lajos és Gaál Noémi, valamint Cseke Katinka és Pallavicini Zita párosa bejutott a hajszára. A hajsza harmadik résztvevőjét a párosok szavazata határozza majd meg.

#### 5. adás
Hajsza
| Szavazó                               | Szavazott                          |
| ------------------------------------- | ---------------------------------- |
| Cseke Katinka és Pallavicini Zita     | Kárpáti Rebeka és R. Kárpáti Péter |
| Kulcsár Edina és Szabó András "Csuti" | Kárpáti Rebeka és R. Kárpáti Péter |
| Gaál Noémi és Németh Lajos            | Ambrus Attila és Berki Krisztián   |
| Ambrus Attila és Berki Krisztián      | Kárpáti Rebeka és R. Kárpáti Péter |
| Fésűs Nelly és Muri Enikő             | Kárpáti Rebeka és R. Kárpáti Péter |
| Kárpáti Rebeka és R. Kárpáti Péter    | Fésűs Nelly és Muri Enikő          |
| Megyeri Csilla és Molnár Zsolt        | Kárpáti Rebeka és R. Kárpáti Péter |

A szavazás értelmében az első hajsza harmadik résztvevő párosa Kárpáti Rebeka és R. Kárpáti Péter.
| Helyezés | Páros                              |
| -------- | ---------------------------------- |
| 1.       | Gaál Noémi és Németh Lajos         |
| 2.       | Cseke Katinka és Pallavicini Zita  |
| 3.       | Kárpáti Rebeka és R. Kárpáti Péter |

Az első hajszán Kárpáti Rebeka és R. Kárpáti Péter futottak be utoljára, így számukra véget ért az Ázsia Expressz 1.

#### 6. adás
Amulettjáték
| Helyezés | Páros                                 |
| -------- | ------------------------------------- |
| 1.       | Ambrus Attila és Berki Krisztián      |
| 2.       | Gaál Noémi és Németh Lajos            |
| 3.       | Megyeri Csilla és Molnár Zsolt        |
| 4.       | Cseke Katinka és Pallavicini Zita     |
| 5.       | Fésűs Nelly és Muri Enikő             |
| 6.       | Kulcsár Edina és Szabó András "Csuti" |

Az amulettjátékra az első 4 páros jutott be. Bár Cseke Katinka és Pallavicini Zita köztük van, a játék bemutatása után átadták helyüket Kulcsár Edina és Szabó András "Csuti" párosának, akik később meg is nyerték a harmadik amulettet.

#### 7. adás
Jutalom
| Helyezés | Páros                                 |
| -------- | ------------------------------------- |
| 1.       | Ambrus Attila és Berki Krisztián      |
| 2.       | Fésűs Nelly és Muri Enikő             |
| 3.       | Kulcsár Edina és Szabó András "Csuti" |
| 4.       | Megyeri Csilla és Molnár Zsolt        |
| 5.       | Cseke Katinka és Pallavicini Zita     |
| 6.       | Gaál Noémi és Németh Lajos            |

A jutalompáros Ambrus Attila és Berki Krisztián lett, ők pihenhetnek a következő napon, illetve részt vehetnek a következő amulettjátékon.

#### 8. adás
Amulettjáték
| Helyezés | Páros                                 |
| -------- | ------------------------------------- |
| 1.       | Megyeri Csilla és Molnár Zsolt        |
| 2.       | Fésűs Nelly és Muri Enikő             |
| 3.       | Gaál Noémi és Németh Lajos            |
| 4.       | Kulcsár Edina és Szabó András "Csuti" |
| 5.       | Cseke Katinka és Pallavicini Zita     |

Megyeri Csilla és Molnár Zsolt futottak be elsőként, így bejutottak az amulettjátékra. A 4. amulettjáték győztese Ambrus Attila és Berki Krisztián.

#### 9. adás
Védettség és veszélyzóna
| Helyezés | Páros                                 |
| -------- | ------------------------------------- |
| 1.       | Megyeri Csilla és Molnár Zsolt        |
| 2.       | Kulcsár Edina és Szabó András "Csuti" |
| 3.       | Fésűs Nelly és Muri Enikő             |
| 4.       | Cseke Katinka és Pallavicini Zita     |
| 5.       | Gaál Noémi és Németh Lajos            |
| 6.       | Ambrus Attila és Berki Krisztián      |

Mivel Megyeri Csilla és Molnár Zsolték értek be elsőnek a célba, ezért övék a védettség. Az utolsó két befutó pedig biztosan hajszára megy, akik Ambrus Attila és Berki Krisztián és Gaál Noémi és Németh Lajosék.

#### 10. adás
Hajsza
| Szavazó                               | Szavazott                             |
| ------------------------------------- | ------------------------------------- |
| Cseke Katinka és Pallavicini Zita     | Kulcsár Edina és Szabó András "Csuti" |
| Kulcsár Edina és Szabó András "Csuti" | Fésűs Nelly és Muri Enikő             |
| Gaál Noémi és Németh Lajos            | Cseke Katinka és Pallavicini Zita     |
| Ambrus Attila és Berki Krisztián      | Cseke Katinka és Pallavicini Zita     |
| Fésűs Nelly és Muri Enikő             | Kulcsár Edina és Szabó András "Csuti" |
| Megyeri Csilla és Molnár Zsolt        | Fésűs Nelly és Muri Enikő             |

A szavazás döntetlennel záródott, így a védett páros szavazata duplán ér, miszerint a második hajsza harmadik résztvevő párosa Fésűs Nelly és Muri Enikő.
| Helyezés | Páros                            |
| -------- | -------------------------------- |
| 1.       | Ambrus Attila és Berki Krisztián |
| 2.       | Fésűs Nelly és Muri Enikő        |
| 3.       | Gaál Noémi és Németh Lajos       |

Mivel Gaál Noémi és Németh Lajos ért be utoljára, ezért ők estek ki a játékból.

### Laosz

#### 11. adás
Amulettjáték
| Helyezés | Páros                                 |
| -------- | ------------------------------------- |
| 1.       | Megyeri Csilla és Molnár Zsolt        |
| 2.       | Kulcsár Edina és Szabó András "Csuti" |
| 3.       | Ambrus Attila és Berki Krisztián      |
| 4.       | Cseke Katinka és Pallavicini Zita     |
| 5.       | Fésűs Nelly és Muri Enikő             |

Az amulettjátékban Megyeri Csilla és Molnár Zsolt, Kulcsár Edina és Szabó András "Csuti" és Ambrus Attila és Berki Krisztiánék vesznek részt. A játékot Ambrus Attila és Berki Krisztiánék nyerték.

#### 12. adás
Jutalom
| Helyezés | Páros                                 |
| -------- | ------------------------------------- |
| 1.       | Megyeri Csilla és Molnár Zsolt        |
| 2.       | Kulcsár Edina és Szabó András "Csuti" |
| 3.       | Ambrus Attila és Berki Krisztián      |
| 4.       | Fésűs Nelly és Muri Enikő             |
| 5.       | Cseke Katinka és Pallavicini Zita     |

A nap győztese Megyeri Csilla és Molnár Zsolt lett. A jutalmuk a turistáskodás.

#### 13. adás
Amulettjáték
| Helyezés | Páros                                 |
| -------- | ------------------------------------- |
| 1.       | Kulcsár Edina és Szabó András "Csuti" |
| 2.       | Ambrus Attila és Berki Krisztián      |
| 3.       | Fésűs Nelly és Muri Enikő             |
| 4.       | Cseke Katinka és Pallavicini Zita     |

Kulcsár Edina és Szabó András "Csuti" csatlakozhat Megyeri Csilla és Molnár Zsoltékhoz az amulettjátékra. A nyertes Kulcsár Edina és Szabó András "Csuti".

#### 14. adás
Védettség és veszélyzóna
| Helyezés | Páros                                |
| -------- | ------------------------------------ |
| 1.       | Ambrus Attila és Berki Krisztián     |
| 2.       | Kulcsár Edina & Szabó András "Csuti" |
| 3.       | Megyeri Csilla és Molnár Zsolt       |
| 4.       | Fésűs Nelly és Muri Enikő            |
| 5.       | Cseke Katinka és Pallavicini Zita    |

Aki megnyerte a védettséget, az Krisztián és Attila. Aki viszont biztos hajszázó, azok: Cseke Katinka és Pallavicini Zita és Fésűs Nelly és Muri Enikő.

#### 15. adás
Hajsza
| Szavazó                               | Szavazott                             |
| ------------------------------------- | ------------------------------------- |
| Cseke Katinka és Pallavicini Zita     | Megyeri Csilla és Molnár Zsolt        |
| Kulcsár Edina és Szabó András "Csuti" | Megyeri Csilla és Molnár Zsolt        |
| Ambrus Attila és Berki Krisztián      | Megyeri Csilla és Molnár Zsolt        |
| Fésűs Nelly és Muri Enikő             | Megyeri Csilla és Molnár Zsolt        |
| Megyeri Csilla és Molnár Zsolt        | Kulcsár Edina és Szabó András "Csuti" |

A szavazás értelmében a harmadik hajsza harmadik résztvevő párosa Megyeri Csilla és Molnár Zsolt.
| Helyezés | Páros                             |
| -------- | --------------------------------- |
| 1.       | Megyeri Csilla és Molnár Zsolt    |
| 2.       | Cseke Katinka és Pallavicini Zita |
| 3.       | Fésűs Nelly és Muri Enikő         |

Mivel Fésűs Nelly és Muri Enikő ért be utoljára, ezért ők estek ki a játékból. Nóri felajánlotta nekik, hogy rejtett párosként folytathatják a versenyt, de ők nem vállalták be.

#### 16. adás
Amulettjáték
| Helyezés | Páros                                 |
| -------- | ------------------------------------- |
| 1.       | Megyeri Csilla és Molnár Zsolt        |
| 2.       | Ambrus Attila és Berki Krisztián      |
| 3.       | Cseke Katinka és Pallavicini Zita     |
| 4.       | Kulcsár Edina és Szabó András "Csuti" |

Ezen a napon Megyeri Csilla és Molnár Zsolt és Ambrus Attila és Berki Krisztián mentek amulettjátékra. Közülük Megyeri Csilla és Molnár Zsolt nyerték meg az amulettet.

#### 17. adás
Jutalom
| Helyezés | Páros                                 |
| -------- | ------------------------------------- |
| 1.       | Kulcsár Edina és Szabó András "Csuti" |
| 2.       | Ambrus Attila és Berki Krisztián      |
| 3.       | Megyeri Csilla és Molnár Zsolt        |
| 4.       | Cseke Katinka és Pallavicini Zita     |

A turistáskodást Kulcsár Edina és Szabó András „Csuti” nyerte.

#### 18. adás
Amulettjáték
| Helyezés | Páros                             |
| -------- | --------------------------------- |
| 1.       | Megyeri Csilla és Molnár Zsolt    |
| 2.       | Cseke Katinka és Pallavicini Zita |
| 3.       | Ambrus Attila és Berki Krisztián  |

Az amulettjátékban Megyeri Csilla és Molnár Zsolt és Cseke Katinka és Pallavicini Zita fognak játszani Kulcsár Edina és Szabó András "Csuti"-ékkal. Az amulettet Cseke Katinka és Pallavicini Zitáék nyerték.

#### 19. adás
Védettség és veszélyzóna
| Sorszám | Név                                   |
| ------- | ------------------------------------- |
| 1.      | Ambrus Attila és Berki Krisztián      |
| 2.      | Megyeri Csilla és Molnár Zsolt        |
| 3.      | Kulcsár Edina és Szabó András "Csuti" |
| 4.      | Cseke Katinka és Pallavicini Zita     |

A védettség Krisztiánéké lett. A többi három páros hajszázni megy.

#### 20. adás
Hajsza
| Szavazó                               | Szavazott                             |
| ------------------------------------- | ------------------------------------- |
| Cseke Katinka és Pallavicini Zita     | Megyeri Csilla és Molnár Zsolt        |
| Kulcsár Edina és Szabó András "Csuti" | Megyeri Csilla és Molnár Zsolt        |
| Ambrus Attila és Berki Krisztián      | Kulcsár Edina és Szabó András "Csuti" |
| Megyeri Csilla és Molnár Zsolt        | Cseke Katinka és Pallavicini Zita     |

A szavazás alapján a 10 perc előnyt Megyeri Csilla és Molnár Zsolt kapta.
| Helyezés | Páros                                 |
| -------- | ------------------------------------- |
| 1.       | Kulcsár Edina és Szabó András "Csuti" |
| 2.       | Cseke Katinka és Pallavicini Zita     |
| 3.       | Megyeri Csilla és Molnár Zsolt        |

Mivel Megyeri Csilla és Molnár Zsolt ért be utoljára, ezért ők estek ki a játékból, de Nóri nekik is felajánlotta a rejtett páros küldetést, ezennel nem estek ki végleg, mert ők bevállalták. Megyeri Csilla és Molnár Zsolt két amulettel rendelkeztek. A szabály szerint egy kieső játékos az amulettjeit el kell ajándékozza egy még versenyben lévő párosnak. Ők Ambrus Attila és Berki Krisztiánnak adták.

### Kambodzsa

#### 21. adás
Amulettjáték
| Helyezés | Páros                                 |
| -------- | ------------------------------------- |
| 1.       | Kulcsár Edina és Szabó András "Csuti" |
| 2.       | Ambrus Attila és Berki Krisztián      |
| 3.       | Cseke Katinka és Pallavicini Zita     |

Az amulettjátékban Kulcsár Edina és Szabó András "Csuti" és Ambrus Attila és Berki Krisztián vehettek részt. Ott Kulcsár Edina és Szabó András "Csuti"-éké lett az amulett. De csak a második, mert nekik egy elszakadt.

#### 22. adás
Jutalom
| Helyezés | Páros                                 |
| -------- | ------------------------------------- |
| 1.       | Cseke Katinka és Pallavicini Zita     |
| 2.       | Ambrus Attila és Berki Krisztián      |
| 3.       | Kulcsár Edina és Szabó András "Csuti" |

Ezen a napon Cseke Katinka és Pallavicini Zita megszerezték a turistáskodást. Valamint Megyeri Csilla és Molnár Zsolt teljesítette a feladatot, tehát visszakerültek a játékba.

#### 23. adás
Amulettjáték
| Helyezés | Páros                                 |
| -------- | ------------------------------------- |
| 1.       | Megyeri Csilla és Molnár Zsolt        |
| 2.       | Kulcsár Edina és Szabó András "Csuti" |
| 3.       | Ambrus Attila és Berki Krisztián      |

Az egész páros tudatosult azzal, hogy Megyeri Csilla és Molnár Zsolt visszakerült a játékba. Az amulettben Kulcsár Edina és Szabó András "Csuti" és Megyeri Csilla és Molnár Zsolték vesznek részt, Cseke Katinka és Pallavicini Zita mellett. Kulcsár Edina és Szabó András "Csuti"-éké az amulett.

#### 24. adás
Védettség és veszélyzóna
| Helyezés | Páros                                 |
| -------- | ------------------------------------- |
| 1.       | Ambrus Attila és Berki Krisztián      |
| 2.       | Megyeri Csilla és Molnár Zsolt        |
| 3.       | Cseke Katinka és Pallavicini Zita     |
| 4.       | Kulcsár Edina és Szabó András "Csuti" |

A védettséget megszerezték Ambrus Attila és Berki Krisztiánék, ami azt jelenti, hogy biztos részt vesznek a Thaiföldi utazáson. A többi páros pedig hajszázik.

#### 25. adás
Hajsza
| Szavazó                               | Szavazott                         |
| ------------------------------------- | --------------------------------- |
| Cseke Katinka és Pallavicini Zita     | Megyeri Csilla és Molnár Zsolt    |
| Kulcsár Edina és Szabó András "Csuti" | Cseke Katinka és Pallavicini Zita |
| Ambrus Attila és Berki Krisztián      | Cseke Katinka és Pallavicini Zita |
| Megyeri Csilla és Molnár Zsolt        | Cseke Katinka és Pallavicini Zita |

A szavazás alapján a 10 perc hátrányt Cseke Katinka és Pallavicini Zita kapta.
| Helyezés | Páros                                 |
| -------- | ------------------------------------- |
| 1.       | Kulcsár Edina és Szabó András "Csuti" |
| 2.       | Megyeri Csilla és Molnár Zsolt        |
| 3.       | Cseke Katinka és Pallavicini Zita     |

Mivel Cseke Katinka és Pallavicini Zita ért be utoljára, ezért ők estek ki a játékból. Az amulettjüket Ambrus Attila és Berki Krisztiánéknak adták.

### Thaiföld

#### 26. adás
Amulettjáték
| Helyezés | Páros                                 |
| -------- | ------------------------------------- |
| 1.       | Megyeri Csilla és Molnár Zsolt        |
| 2.       | Ambrus Attila és Berki Krisztián      |
| 3.       | Kulcsár Edina és Szabó András "Csuti" |

Ezen a napon Megyeri Csilla és Molnár Zsolt és Ambrus Attila és Berki Krisztián mentek amulettezni. Az amulettet Ambrus Attila és Berki Krisztián nyerte. Ez már két millió forintot érő amulett volt.

#### 27. adás
Amulettjáték
| Helyezés | Páros                                 |
| -------- | ------------------------------------- |
| 1.       | Kulcsár Edina és Szabó András "Csuti" |
| 2.       | Ambrus Attila és Berki Krisztián      |
| 3.       | Megyeri Csilla és Molnár Zsolt        |

Kulcsár Edina és Szabó András "Csuti" és Ambrus Attila és Berki Krisztiánék amuletteztek. Az utolsó amulettet Edináék nyerték. Ez három millió forintot érő volt.

#### 28. adás
Előny
| Helyezés | Páros                                 |
| -------- | ------------------------------------- |
| 1.       | Megyeri Csilla és Molnár Zsolt        |
| 2.       | Ambrus Attila és Berki Krisztián      |
| 3.       | Kulcsár Edina és Szabó András "Csuti" |

Mivel Megyeri Csilla és Molnár Zsolték lettek az elsők, előnyt nyertek a következő napra.

#### 29. adás
Elődöntő
| Helyezés | Páros                                 |
| -------- | ------------------------------------- |
| 1.       | Ambrus Attila és Berki Krisztián      |
| 2.       | Kulcsár Edina és Szabó András "Csuti" |
| 3.       | Megyeri Csilla és Molnár Zsolt        |

Mivel Megyeri Csilla és Molnár Zsolt az utolsók, ezért most már végleg kiestek a játékból. Ambrus Attila és Berki Krisztián és Kulcsár Edina és Szabó András "Csuti" pedig bejutottak a döntőbe.

#### 30. adás
Döntő
| Helyezés | Páros                                 |
| -------- | ------------------------------------- |
| 1.       | Ambrus Attila és Berki Krisztián      |
| 2.       | Kulcsár Edina és Szabó András "Csuti" |

Az első helyen Ambrus Attila és Berki Krisztián végzett, ami azt jelenti, hogy megnyerték a versenyt és a nyerhető 14 millióból 10 millió forintot. Kulcsár Edina és Szabó András „Csuti” a második helyezett.